# Superliga 2 Masculina de Voleibol de España 2014-15
La Superliga 2 Masculina de Voleibol es la competición liguera masculina de voleibol de segunda categoría en España, promovida por la Real Federación Española de Voleibol (RFEVB). En este artículo se recogen los datos de la temporada 2014-2015.

## Equipos
Equipos participantes en la temporada 2014-2015 en Superliga 2 masculina de voleibol.
| Club                           | Nombre                         | Sede                      | Región               | Pabellón                              |
| ------------------------------ | ------------------------------ | ------------------------- | -------------------- | ------------------------------------- |
| C.V. Mediterráneo de Castellón | C.V. Mediterráneo de Castellón | Castellón de la Plana     | Comunidad Valenciana | Pabellón Pablo Herrera                |
| C.V. Melilla                   | C.V. Melilla                   | Melilla                   | Melilla              | Pabellón J.J. Imbroda                 |
| Club Vigo Voleibol             | Club Vigo Voleibol             | Vigo (Pontevedra)         | Galicia              | Pabellón Municipal de Coia            |
| CV AA Llars Mundet             | CV AA Llars Mundet             | Barcelona                 | Cataluña             | Pabellón Municipal del Carmel         |
| CV Leganés                     | cvleganes.com                  | Leganés (Madrid)          | Comunidad de Madrid  | Pabellón Emilia Pardo Bazán           |
| Cyl Palencia 2016              | CyL Palencia 2016              | Palencia                  | Castilla y León      | Campo de la Juventud                  |
| F. C. Barcelona                | F.C. Barcelona                 | Barcelona                 | Cataluña             | Parque Deportivo Llobregat (Cornellá) |
| Intasa San Sadurniño           | Intasa San Sadurniño           | San Saturnino (La Coruña) | Galicia              | P.M. de San Sadurniño                 |
| Náutico Boiro Voleibol         | Naútico Boiro Voleibol         | La Coruña                 | Galicia              | Pabellón A. Cachada                   |

Al haber menos de 14 equipos se disputará una liga de todos contra todos. Ascenderán a la división superior los dos equipos mejor clasificados y descenderá a la división inferior el último clasificado.

## Competición
Clasificación final.
| Pos. | Nombre                       | Pts. | J 1 | J 2 | J 3 | J 4 | J 5 | J 6 | J 7 | J 8 | J 9 | J 1 0 | J 1 | J 1 2 | J 1 3 | J 1 4 | J 1 5 | J 1 6 | J 1 7 | J 1 8 |
| ---- | ---------------------------- | ---- | --- | --- | --- | --- | --- | --- | --- | --- | --- | ----- | --- | ----- | ----- | ----- | ----- | ----- | ----- | ----- |
| 1    | CV Mediterráneo de Castellón | 40   | -   | 3   | 3   | 3   | 3   | 3   | 3   | 3   | 3   | -     | 0   | 3     | 0     | 3     | 3     | 3     | 2     | 2     |
| 2    | CyL Palencia 2016            | 38   | 3   | 0   | 0   | 0   | 3   | 3   | -   | 3   | 3   | 3     | 3   | 3     | 3     | 2     | 3     | -     | 3     | 3     |
| 3    | CV Melilla                   | 31   | 1   | 3   | 3   | 3   | 3   | 2   | 0   | -   | 0   | 3     | 3   | 0     | 3     | 3     | 0     | 3     | -     | 1     |
| 4    | CV AA Llars Mundet           | 31   | 3   | 3   | 3   | 3   | 2   | -   | 3   | 0   | 3   | 3     | 3   | 3     | 2     | 1     | -     | 0     | 1     | 1     |
| 5    | F.C. Barcelona               | 25   | 0   | 2   | 3   | -   | 1   | 1   | 0   | 2   | 3   | 0     | 3   | 3     | -     | 2     | 3     | 0     | 2     | 0     |
| 6    | Naútico Boiro Voleibol       | 20   | 2   | 0   | -   | 0   | 0   | 3   | 1   | 1   | 0   | 0     | 3   | -     | 0     | 1     | 3     | 3     | 1     | 2     |
| 7    | Club Vigo Voleibol           | 14   | 2   | -   | 0   | 0   | 0   | 0   | 2   | 3   | 0   | 3     | -   | 0     | 1     | 0     | 0     | 0     | 3     | 0     |
| 8    | Intasa San Sadurniño         | 12   | 0   | 0   | 0   | 3   | -   | 0   | 0   | 0   | 0   | 0     | 0   | 0     | 3     | -     | 0     | 3     | 0     | 3     |
| 9    | cvleganes.com                | 5    | 1   | 1   | 0   | 0   | 0   | 0   | 3   | 0   | -   | 0     | 0   | 0     | 0     | 0     | 0     | 0     | 0     | -     |

Pts = Puntos; J = Jornada
|  | Ascenso a Superliga. |
|  | Descenso a Liga FEV. |

### Evolución de la clasificación
| Equipo / Jornada             | 01 | 02 | 03 | 04 | 05 | 06 | 07 | 08 | 09 | 10 | 11 | 12 | 13 | 14 | 15 | 16 | 17 | 18 |
| ---------------------------- | -- | -- | -- | -- | -- | -- | -- | -- | -- | -- | -- | -- | -- | -- | -- | -- | -- | -- |
| CV Mediterráneo de Castellón |    |    | 3  | 3  | 3  | 1  | 1  | 1  | 1  | 1  | 1  | 1  | 2  | 1  | 1  | 1  | 1  | 1  |
| CyL Palencia 2016            | 2  | 3  | 4  | 6  | 5  | 4  | 4  | 4  | 4  | 4  | 4  | 3  | 3  | 3  | 2  | 2  | 2  | 2  |
| CV Melilla                   | 5  | 2  | 2  | 2  | 2  | 2  | 3  | 3  | 3  | 3  | 3  | 4  | 4  | 4  | 4  | 3  | 3  | 3  |
| CV AA Llars Mundet           | 1  | 1  | 1  | 1  | 1  | 3  | 2  | 2  | 2  | 2  | 2  | 2  | 1  | 2  | 3  | 4  | 4  | 4  |
| F.C. Barcelona               | 7  | 6  | 6  | 4  | 4  | 5  | 5  | 5  | 5  | 5  | 5  | 5  | 5  | 5  | 5  | 5  | 5  | 5  |
| Naútico Boiro Voleibol       | 4  | 5  | 7  | 7  | 7  | 6  | 6  | 7  | 7  | 7  | 7  | 7  | 7  | 7  | 6  | 6  | 6  | 6  |
| Club Vigo Voleibol           | 3  | 4  | 5  | 8  | 8  | 8  | 8  | 6  | 6  | 6  | 6  | 6  | 6  | 6  | 7  | 7  | 7  | 7  |
| Intasa San Sadurniño         | 8  | 8  | 9  | 5  | 6  | 7  | 9  | 9  | 9  | 9  | 9  | 9  | 8  | 8  | 8  | 8  | 8  | 8  |
| cvleganes.com                | 6  | 7  | 8  | 9  | 9  | 9  | 7  | 8  | 8  | 8  | 8  | 8  | 9  | 9  | 9  | 9  | 9  | 9  |

El equipo de la concentración permanente (CyL Palencia 2016) no puede ascender a Superliga y cede su puesto a CV Melilla.

## Jugadores

### MVP y siete ideal por jornada
Esta tabla muestra los jugadores que cada jornada la RFEVB designa como jugador más valioso (MVP) y como miembro del siete ideal.
| Jugador                  | Origen    | Club                         | MVP | 7 id. | 01 | 02 | 03 | 04 | 05 | 06 | 07 | 08 | 09 | 10 | 11 | 12 | 13 | 14 | 15 | 16 | 17 | 18 |
| ------------------------ | --------- | ---------------------------- | --- | ----- | -- | -- | -- | -- | -- | -- | -- | -- | -- | -- | -- | -- | -- | -- | -- | -- | -- | -- |
| Javier Monfort           | España    | CV Mediterráneo de Castellón | 5   | 10    |    |    | M  | M  | *  |    | *  | *  | M  |    |    |    |    | *  |    | M  | *  | M  |
| Noé de Mena              | España    | C.V. Melilla                 | 4   | 8     |    | M  | *  |    |    | M  | *  |    |    | M  | *  |    | M  |    |    | *  |    |    |
| Sergi Arranz             | España    | CV AA Llars Mundet           | 2   | 5     |    | *  |    |    | M  |    | M  |    | *  |    |    | *  |    |    |    |    |    |    |
| Carlos Jiménez           | España    | Cyl Palencia 2016            | 1   | 4     |    |    |    |    |    |    |    |    |    |    |    | M  |    | *  | *  |    |    | *  |
| Jordi Marcé              | España    | F. C. Barcelona              | 1   | 3     |    |    |    |    | *  |    |    | M  |    |    | *  |    |    |    |    |    |    |    |
| Augusto Colito           | España    | Cyl Palencia 2016            | 1   | 2     |    |    |    |    |    |    |    |    |    | *  |    |    |    |    | M  |    |    |    |
| Gabriel del Carmen       | España    | Náutico Boiro Voleibol       | 1   | 2     | *  |    |    |    |    |    |    |    |    |    | M  |    |    |    |    |    |    |    |
| Iván Souto               | España    | Náutico Boiro Voleibol       | 1   | 2     | M  |    |    |    |    |    |    |    |    |    | *  |    |    |    |    |    |    |    |
| Juan Díaz Romeral        | España    | Náutico Boiro Voleibol       | 1   | 2     |    |    |    |    |    |    |    |    |    |    |    |    |    | M  |    | *  |    |    |
| Vicente Monfort          | España    | CV Mediterráneo de Castellón | 1   | 2     |    |    |    | *  |    |    |    |    |    |    |    |    |    |    |    |    | M  |    |
| Víctor Rodríguez         | España    | Cyl Palencia 2016            |     | 9     |    |    | *  | *  | *  |    |    |    | *  | *  |    | *  | *  | *  | *  |    |    |    |
| Carlos Galego            | España    | Club Vigo Voleibol           |     | 5     |    |    |    |    |    |    | *  | *  |    |    |    | *  | *  |    |    | *  |    |    |
| Santiago López           | España    | CV Mediterráneo de Castellón |     | 5     |    |    |    |    |    |    |    | *  |    |    | *  |    |    | *  |    | *  |    | *  |
| Aarón Gámiz              | España    | F. C. Barcelona              |     | 4     |    |    |    |    | *  |    |    |    | *  |    |    |    | *  |    |    |    | *  |    |
| Germán López             | España    | F. C. Barcelona              |     | 4     |    | *  |    |    |    | *  |    |    | *  |    | *  |    |    |    |    |    |    |    |
| Iván Lanza               | Andorra   | CV AA Llars Mundet           |     | 4     |    |    |    |    |    |    |    |    | *  | *  | *  |    |    |    |    |    |    | *  |
| Joaquín Lizana           | España    | C.V. Melilla                 |     | 4     |    | *  |    |    |    | *  |    |    |    |    |    | *  |    | *  |    |    |    |    |
| Manuel Navarta           | España    | CV Mediterráneo de Castellón |     | 4     |    |    |    |    |    | *  |    |    |    |    |    |    |    |    |    | *  | *  | *  |
| Óscar Gabas              | España    | F. C. Barcelona              |     | 4     |    |    |    | *  |    |    | *  |    |    |    |    |    | *  |    |    |    | *  |    |
| Eric Hernández           | España    | F. C. Barcelona              |     | 3     |    |    |    |    |    |    |    | *  |    | *  |    | *  |    |    |    |    |    |    |
| Hernán Tovar             | Venezuela | Intasa San Sadurniño         |     | 3     |    | *  |    | *  |    |    |    |    |    |    |    |    |    |    |    |    |    | *  |
| Ignacio García Pérez     | España    | cvleganes.com                |     | 3     | *  |    | *  |    |    |    |    |    |    |    |    |    |    |    | *  |    |    |    |
| Bernat Serra             | España    | CV AA Llars Mundet           |     | 2     |    |    |    |    |    |    |    |    |    | *  |    | *  |    |    |    |    |    |    |
| Cosme Prenafeta          | España    | C.V. Melilla                 |     | 2     |    |    | *  | *  |    |    |    |    |    |    |    |    |    |    |    |    |    |    |
| Daniel Ortega            | España    | Club Vigo Voleibol           |     | 2     |    |    |    |    |    |    | *  |    |    |    |    |    |    |    |    |    | *  |    |
| Dinca Constantin         | Rumania   | CV Mediterráneo de Castellón |     | 2     |    |    |    |    |    |    |    | *  |    |    |    |    |    |    |    |    |    | *  |
| Elliot Bañón             | España    | CV AA Llars Mundet           |     | 2     |    |    |    |    |    |    | *  |    |    |    |    |    | *  |    |    |    |    |    |
| Francisco Alcober        | España    | C.V. Melilla                 |     | 2     |    | *  |    |    | *  |    |    |    |    |    |    |    |    |    |    |    |    |    |
| Germán Garrido           | España    | Cyl Palencia 2016            |     | 2     | *  |    | *  |    |    |    |    |    |    |    |    |    |    |    |    |    |    |    |
| Jordi Gens               | España    | F. C. Barcelona              |     | 2     |    |    |    |    |    |    |    |    |    |    |    |    | *  | *  |    |    |    |    |
| Vitaly Kobcev            | Rusia     | F. C. Barcelona              |     | 2     |    | *  |    |    |    |    |    |    |    |    |    |    |    |    |    |    | *  |    |
| Abdeselam Morabet        | España    | C.V. Melilla                 |     | 1     | *  |    |    |    |    |    |    |    |    |    |    |    |    |    |    |    |    |    |
| Adrián Alves             | España    | Náutico Boiro Voleibol       |     | 1     |    |    |    |    |    |    |    |    | *  |    |    |    |    |    |    |    |    |    |
| Alberto Aparicio         | España    | cvleganes.com                |     | 1     | *  |    |    |    |    |    |    |    |    |    |    |    |    |    |    |    |    |    |
| Alfred Argilés           | España    | CV AA Llars Mundet           |     | 1     |    |    |    | *  |    |    |    |    |    |    |    |    |    |    |    |    |    |    |
| Borja Vilas              |           | Náutico Boiro Voleibol       |     | 1     |    |    |    |    |    |    |    |    |    |    |    |    |    |    |    | *  |    |    |
| Cristóbal Álvarez        | España    | Náutico Boiro Voleibol       |     | 1     |    |    |    |    |    | *  |    |    |    |    |    |    |    |    |    |    |    |    |
| Fabián Giraco            | España    | Cyl Palencia 2016            |     | 1     |    |    |    |    |    | *  |    |    |    |    |    |    |    |    |    |    |    |    |
| Francisco Fernández Rod. | España    | Intasa San Sadurniño         |     | 1     |    |    |    |    |    |    |    |    |    |    |    |    |    |    | *  |    |    |    |
| Javier Sánchez Carreres  | España    | Cyl Palencia 2016            |     | 1     |    |    |    |    |    |    |    |    |    |    |    |    |    |    | *  |    |    |    |
| José C. Rodríguez        | España    | Club Vigo Voleibol           |     | 1     |    |    |    |    |    | *  |    |    |    |    |    |    |    |    |    |    |    |    |
| Marc Ferrer              | España    | F. C. Barcelona              |     | 1     |    |    |    |    |    |    |    | *  |    |    |    |    |    |    |    |    |    |    |
| Mario Iglesias           | España    | Náutico Boiro Voleibol       |     | 1     |    |    |    |    |    |    |    |    |    |    |    |    |    |    | *  |    |    |    |
| Narciso Ábalo            | España    | Náutico Boiro Voleibol       |     | 1     |    |    |    |    | *  |    |    |    |    |    |    |    |    |    |    |    |    |    |
| Pablo Penedo             | España    | Club Vigo Voleibol           |     | 1     | *  |    |    |    |    |    |    |    |    |    |    |    |    |    |    |    |    |    |
| Ramses Ballesteros       | España    | C.V. Melilla                 |     | 1     |    |    | *  |    |    |    |    |    |    |    |    |    |    |    |    |    |    |    |
| Sergi Reñe               | España    | Cyl Palencia 2016            |     | 1     |    |    |    |    |    |    |    |    |    | *  |    |    |    |    |    |    |    |    |

### MVP y 7 ideal de la temporada
| Jugador          | Origen | Club                         | Posición |
| ---------------- | ------ | ---------------------------- | -------- |
| Sergi Arranz     | España | CV AA Llars Mundet           | Co       |
| Noé de Mena      | España | C.V. Melilla                 | Re       |
| Víctor Rodríguez | España | Cyl Palencia 2016            | Ce       |
| Vicente Monfort  | España | CV Mediterráneo de Castellón | Op       |
| Javier Monfort   | España | CV Mediterráneo de Castellón | Re       |
| Jordi Marcé      | España | F. C. Barcelona              | Ce       |
| Mario Dovale     | España | Cyl Palencia 2016            | Li       |

### Mejores anotadores
En esta sección aparecerán los 10 jugadores con mejor promedio de puntos por set disputado, según las estadísticas de los partidos publicadas por la RFEVB. Para ello es preciso que el jugador haya disputado al menos dos sets por partido.
| Jugador             | Origen    | Club                         | Pts. | Sets | P.P.S. | 01 | 02 | 03 | 04 | 05 | 06 | 07 | 08 | 09 | 10 | 11 | 12 | 13 | 14 | 15 | 16 | 17 | 18 |
| ------------------- | --------- | ---------------------------- | ---- | ---- | ------ | -- | -- | -- | -- | -- | -- | -- | -- | -- | -- | -- | -- | -- | -- | -- | -- | -- | -- |
| Javier Monfort      | España    | CV Mediterráneo de Castellón | 326  | 56   | 5,821  |    | 14 | 17 | 33 | 16 | 18 | 24 | 19 | 28 |    | 15 | 12 | 16 | 24 | 12 | 24 | 22 | 32 |
| Vicente Monfort     | España    | CV Mediterráneo de Castellón | 273  | 56   | 4,875  |    | 15 | 10 | 26 | 15 | 12 | 14 | 12 | 15 |    | 11 | 18 | 14 | 18 | 17 | 17 | 33 | 26 |
| Noé de Mena         | España    | CV Melilla                   | 279  | 62   | 4,500  | 17 | 24 | 22 | 10 | 9  | 27 | 22 |    | 13 | 24 | 19 | 13 | 22 | 12 | 16 | 18 |    | 11 |
| Germán López        | España    | F. C. Barcelona              | 278  | 64   | 4,344  | 20 | 23 | 10 |    | 18 | 28 | 15 | 18 | 16 | 15 | 24 |    |    | 22 | 18 | 11 | 26 | 14 |
| Carlos Galego       | España    | Club Vigo Voleibol           | 217  | 50   | 4,340  | 18 |    |    |    | 13 | 10 | 30 | 20 | 15 | 9  |    | 20 | 20 |    | 12 | 22 | 18 | 10 |
| Carlos Jiménez      | España    | CyL Palencia 2016            | 163  | 38   | 4,289  | 7  |    |    | 10 |    | 8  |    |    |    | 17 |    | 14 | 13 | 27 | 18 |    | 15 | 17 |
| Hernán Tovar        | Venezuela | Intasa San Sadurniño         | 213  | 54   | 3,944  | 11 | 25 | 15 | 17 |    |    | 10 | 10 | 8  | 14 | 7  | 12 | 14 |    | 13 | 14 | 16 | 27 |
| Francisco Fernández | España    | Intasa San Sadurniño         | 199  | 53   | 3,755  | 12 | 17 | 4  | 15 |    | 9  | 13 | 18 | 12 | 10 | 14 | 7  | 18 |    | 18 | 16 | 16 |    |
| Gabriel del Carmen  | España    | Náutico Boiro Voleibol       | 212  | 63   | 3,365  | 25 | 7  |    | 3  | 18 | 18 | 18 | 16 | 13 | 16 | 15 |    | 14 | 17 | 7  | 8  | 10 | 7  |
| Víctor Rodríguez    | España    | CyL Palencia 2016            | 187  | 58   | 3,224  | 14 | 9  | 12 | 9  | 14 | 10 |    | 12 | 20 | 12 | 12 | 14 | 13 | 10 | 14 |    | 7  | 5  |